# ميخائيل مارك (ممثل)
ميخائيل مارك (بالإنجليزية: Michael Mark)‏ هو ممثل أمريكي (وحمل سابقاً جنسية الإمبراطورية الروسية)، ولد في 15 مارس 1886 في روسيا، وتوفي في 3 فبراير 1975 بلوس أنجلوس في الولايات المتحدة.

## وصلات خارجية
- ميخائيل مارك على موقع IMDb (الإنجليزية)
- ميخائيل مارك على موقع قاعدة بيانات الفيلم (الإنجليزية)